# Rhinotmetus tortuosus
Rhinotmetus tortuosus es una especie de insecto coleóptero de la familia Chrysomelidae. Fue descrita en 1997 por Bechyne.